# 千葉麗子
千葉 麗子（ちば れいこ、1975年〈昭和50年〉1月8日 - ）は、日本の実業家、元女優・元声優・元アイドル。愛称は「チバレイ」。
既婚。福島県出身。以前はティアンドウェーブに所属していた。
現在は福岡県糸島市在住。

## 来歴・人物
大阪府大阪市天王寺区生まれ。5歳から16歳のころまで福島県福島市で過ごす。福島市立福島第四中学校、福島県立福島南高等学校を経て、東京都立代々木高等学校を卒業した。
両親から離れるためにアイドルを目指す。プライベートルームの取材においては長らく編集者もカメラマンも男性は入室禁止としていた。
1991年にティラノスレーシングマスコットガールとして芸能界デビューし、アイドルグループ「オーロラ五人娘」のメンバーなどとして活動した。
1992年、「戦隊シリーズ」『恐竜戦隊ジュウレンジャー』でメイ / プテラレンジャー役で出演し、注目を集める。戦隊ヒロインとしては当時最年少であった。『ジュウレンジャー』の撮影では、ころんで足をすりむいたりなど「アクションシーンが多いのでしょっちゅうケガしてます（笑）」と述べている。
1993年にドラマ 『ひとつ屋根の下』に出演したほか、『ネッスルクランチ』や大正製薬『アイリスCL-1』などの広告に出演した。翌年にはドラマ『南くんの恋人』や、『餓狼伝説SPECIAL』の主題歌「Non Stop! One Way Love」でソロデビューを果たしている。
1995年1月6日 - 8日、SNK社からの仕事で新作ゲーム発表会のためアメリカでコンシュマー・エレクトロニクス・ショーのイベントの時に英語で「真・サムライスピリッツ」（ゲーム）の説明をしたことがある。
パソコンの知識が豊富で、パソコン雑誌や黎明期のネットワーク関連誌にも頻繁に登場していたことから、電脳アイドルと呼ばれた。当時所属していた芸能事務所にMacintosh LCがあったことがきっかけでパソコンに興味を持ち、パソコン通信のEYE-NETやNIFTY-Serveに自分のフォーラムを持ち、ファンと交流していた。
1995年5月に芸能活動を引退し、ゲームソフトウェア会社に一般OLとして就職した。同年11月には、アイドル時代から精通していたパソコンなどのソフトウェアを扱うベンチャー企業 「チェリーベイブ」を起業した。『ありす in Cyberland』（グラムス）のプロデュースなどを行っていた。ゲームに興味を持ったきっかけは、高校時代に友達と一緒に初めてゲームセンターに行った時に、レースゲームの『アウトラン』に魅了され高得点を出し続けるようになった。携帯型ゲーム機『ゲームボーイ』を買ってもらったのは中学3年生の時。動物にも好感があり、1人暮らしの時には猫を飼っていたこともある。
1996年4月9日に東京の銀座で「ありす in Cyberland」の制作発表会が行われた。有限会社チェリーベイブの代表取締役でもあったが、家庭用ゲーム機のソフトとしては初仕事となりプロデュースを担当した。デジタル写真集『SECRE』シリーズに出演したことでグラムスと縁があり、「開発スタッフのみなさんに愛があると感じたので、この仕事もすぐに受けました。キャラクターの台詞やタイトルロゴのデザインもいっしょに考えています」と述べている。
1998年9月21日に、サウンドクリエーターのDJ KIRIJAと結婚した。翌年9月に第1子となる長男を出産した。翌年にはヨーガのインストラクターの勉強をはじめた。
2002年にヨーガのインストラクター資格を取得し、2004年7月にはテレビ番組『まる得マガジン』でヨーガ講座を担当した。
アイドルを引退後はヨーガ関連の番組に講師としての出演（上記参照）のほか、『THE KING OF FIGHTERS EX 〜NEO BLOOD〜』（2002年1月1日発売）では、葉花萌の声優を務めている。
『太田光の私が総理大臣になったら…秘書田中。』『スマステーション』『学べる!!ニュースショー!』『婚カツ!』『クイズ雑学王』などのテレビ番組に出演した。
2010年、週刊プレイボーイ、雑誌フライデーにセミ・ヌードのグラビアが掲載された。清水清太郎撮影の写真集『WITHIN』、およびDVDを発売した。
2010年9月13日、渋谷で開催されたコラソンナイト神南にDJ CHIBA-REIとして出演、DJデビューした。
2011年8月5日 - 7日の3日間限定『TENGA展 〜TENGA 3D MUSEUM OF ART〜』で、写真家・荒木経惟とコラボした写真作品を発表した。
2011年の東日本大震災をきっかけに、脱原発運動に参加した。しかし、2014年以降に決別し、左翼を「パヨク」と呼んで批判する。転向して行動する保守の運動への参加や、新右翼系団体「超国家主義『民族の意志』同盟」などに参加している。
2018年1月から八重山日報で『チバレイのパヨッてる場合じゃない!』連載を開始した。

## エピソード
上京したてのころは体調を壊し、病院に通って点滴を打つという生活を送っていた。『ジュウレンジャー』の撮影に入ってからは、食欲が出て体調も良くなったという。
『ジュウレンジャー』の開始に前後して他の仕事も増えていったため、特例として戦隊と他の仕事を並行していた。さらに当時は高校にも通っていたため、多忙を極めていたという。
『ジュウレンジャー』でもっとも思い出深いこととして、ブライ/ドラゴンレンジャーが死ぬ場面で変身のカット切り替えに手間取り、泣く芝居に入るのが難しかったことを挙げている。
『ジュウレンジャー』の次作『五星戦隊ダイレンジャー』でヒロインを務めた高橋夏樹とは、同じ雑誌でデビューしたことから親交があったが、双方とも戦隊出演当時は多忙であったため会うことができなかったという。
かつて「パチンコ大好き三共」と、ポスター、広告、宣伝、パチンコメーカー三共のイメージガールを務めたことがある。
『真サムライスピリッツ』のCMはハワイで行われたが、スモークマシンの霧を吸いすぎて倒れてしまい、現地の病院に搬送された。当然言葉も通じないため、片言の英語で、自分は女優だから傷を残さないでくれと必死だったという。

## 作品

### 著書
- 『チバレイのおへそ』竹書房、1996年5月。ISBN 978-4812400456。（小林宗明 共著）
- 『千葉麗子の親子で入門インターネット : パソコン選びからホームページ作りまで』日本放送出版協会、1997年7月。ISBN 978-4141882398。（NHK「趣味悠々」）
- 『チバレイの超カンタン!インターネット : Windows 98編』双葉社、1998年12月。ISBN 978-4575289107。
- 『小娘社長のときめき奮戦記　: 「私」が「わたし」であるために』経済界、1998年8月。ISBN 978-4766781625。
- 『千葉麗子のスタイリッシュヨーガバイブル』学習研究社、2005年5月。ISBN 978-4056038934。
- 『ポジうつ! : 「うつ友達」がいれば、ポジティブに生きられる!』マガジンハウス、2007年7月。ISBN 978-4838717484。（橋本真由美 共著）
- 『千葉麗子のインテグラル・ヨーガ : ココロとカラダのビューティレッスン』ローカス〈Locus mook. L-series ; v.1〉、2007年4月。ISBN 978-4898147627。
- 『チバレイ Beauty』扶桑社、2008年11月。ISBN 978-4594057954。
- 『千葉麗子のモテ・ヨーガ』中経出版、2009年12月。ISBN 978-4806135708。
- 『千葉麗子の今日から始める ヨーガLesson』宝島社〈TJムック〉、2008年8月。ISBN 978-4796665667。
- 『白湯ダイエット : カラダの声に耳を澄ましてますか?』祥伝社〈祥伝社黄金文庫 ; Gち4-1〉、2009年4月。ISBN 978-4396314835。
- 『朝1杯!!白湯のみダイエット 朝、お湯を飲むだけ。』角川・エス・エス・コミュニケーションズ〈レタスクラブムック〉、2009年6月。ISBN 978-4827544084。（川嶋朗監修）
- 『さよならパヨク : チバレイが見た左翼の実態』青林堂、2016年4月。ISBN 978-4792605469。（表紙・対談：はすみとしこ）
- 『くたばれパヨク : パヨク震撼、チバレイ止めの一撃!』青林堂、2016年12月。ISBN 978-4792605735。（表紙：はすみとしこ、対談：桜井誠）
- 『ママは愛国』ベストセラーズ、2017年2月。ISBN 978-4584137758。（監修：倉山満）
- 『悲しいサヨクにご用心! : 「あさま山荘」は終わっていない』ビジネス社、2017年9月。ISBN 978-4828419749。（倉山満、杉田水脈共著）
- 『パヨクニュース 2018』青林堂、2017年12月。ISBN 978-4792606114。
- 『國の防人（第5号）』展転社、2018年。ISBN 978-4886564566。（共著）
- 『チバレイの日本国史 : 日本の國體とは』青林堂、2019年7月。ISBN 978-4792606541。

### 連載
- チバレイのフォトレポート（ジャパニズム、第40号から終刊の第53号まで全13回）
- チバレイのパヨッっている場合じゃない！（八重山日報、2018年1月17日 - ）[14]

### 写真集
- 1993.04.10 『ファーストボヤージュ 南へ5マイル』浪漫新社 撮影：尾形正茂 ISBN 978-4764817111
- 1993.10.10 『EAST WIND 風の流れの中で…』浪漫新社 撮影：尾形正茂 ISBN 978-4847023361
- 1994.09.10 『THROUGH IT』スコラ 撮影：宮澤正明 ISBN 978-4796201889
- 1996.12.13 『Chiba Chiba』ダイヤモンド社 ISBN 978-4478950197
- 2001.11.07 『Chibarei』アクアハウス 撮影：山内順仁 ISBN 978-4860460334
- 2010.07.30 『WITHIN』竹書房 撮影：清水清太郎 ISBN 978-4812442814

### 雑誌
- デラべっぴん No.64（1991年3月号、英知出版）表紙

### DVD
- 『スーパーヒロイン図鑑III 戦隊シリーズ篇2+メタル&アイドル篇』東映ビデオ（2002年2月）
- 『千葉麗子 WITHIN』竹書房（2010年8月）
- 『千葉麗子と始めるヨーガ[DVD]』NHKまる得マガジン（2004年10月）ISBN 978-4902484465
- 『千葉麗子のキレイと元気をつくる! DVD de ヨーガLesson』TJムック（2004年7月）ISBN 978-4796642200

### CD
- 『クールな恋』東芝EMI（1993年4月）
- 『Non Stop! One Way Love 〜餓狼伝説SPECIALのテーマ〜』ポニーキャニオン サイトロン・レーベル（1994年4月）
- 『BRAND NEW SPIRITS』ポニーキャニオン（1994年12月）
- 『P-パラダイス』ポニーキャニオン（1994年11月）
- 『NEO GEO GALS Vocal Collection』ポニーキャニオン（1996年6月）
- 『Good Morning VIOLIN DANCE played by NAOrchestra』バウンディ（2011年9月）

## 出演

### 情報・バラエティ
- 殿様のフェロモン（1993年、フジテレビ）
- ゲッパチ!UNアワー ありがとやんした!?（1994年、フジテレビ）
- Revolution No.8（1994年、フジテレビ） - 司会
- クイズ年の差なんて（1994年、フジテレビ）
- 虎の門 司会（2002年、テレビ朝日）

### ネット
- 文化人放送局「怒っていいとも」

### テレビドラマ
- スーパー戦隊シリーズ
  - 恐竜戦隊ジュウレンジャー（1992年2月 - 1993年2月、テレビ朝日） - メイ / プテラレンジャー 役
  - 忍者戦隊カクレンジャー（1994年2月 - 1995年2月、テレビ朝日） - 第25話ゲスト 麗花 役
- ひとつ屋根の下（1993年4月 - 6月、フジテレビ） - 桑名詩織 役
- 南くんの恋人（1994年1月 - 3月、テレビ朝日） - 野村リサコ 役
- 婚カツ!（2009年4月20日 - 2009年6月29日、フジテレビ） - 第3話ゲスト ヨーガインストラクター 役

### 映画
- 獣電戦隊キョウリュウジャーVSゴーバスターズ 恐竜大決戦! さらば永遠の友よ（2014年） - プテラレンジャーの声 役

### テレビアニメ
- SAMURAI SPIRITS 〜破天降魔の章〜（1994年、フジテレビ） - ナコルル 役

### OVA
- おたくの星座（1994年） - ルン 役
- ワイルド7（1994年 - 1995年） - イコ 役

### 劇場アニメ
- 餓狼伝説 -THE MOTION PICTURE-（1994年） - 千葉麗子ちゃん 役

### ゲーム
- サムライスピリッツシリーズ - チャムチャム 役
  - 真サムライスピリッツ 覇王丸地獄変（1994年）
  - サムライスピリッツ 天草降臨スペシャル（1996年）※PS版
  - 真説サムライスピリッツ 武士道烈伝（1997年）
- The Tower II（1998年）- VIPとして出演
- THE KING OF FIGHTERS EX 〜NEO BLOOD〜（2002年） - 葉花萌 役

### 海外アニメ
- ザ・シンプソンズ（1998年） - アリソン・テイラー 役

### ラジオ
- SNK一撃!ネオラジオ（1993年、MBS） - パーソナリティ
- 夜のおもちゃ ぜんじろげっ!（1994年10月 - 1995年3月、ニッポン放送） - アシスタント
- 秋葉原ヤング電気館（1995年、ニッポン放送） - パーソナリティ
- 千葉麗子のオールナイトニッポン 餓狼伝説スペシャル（1995年7月15日、ニッポン放送） - パーソナリティ
- 夕焼けマーケッツ（2012年、ラジオNIKKEI） - 月曜レギュラー

### CM
- 福島銀行（1993年）
- 大正製薬 アイリスCL-1（1993年）
- 日清食品 UFO仮面ヤキソバン（1993年）
- ネスレ日本（ネッスルマッキントッシュ→ネスレコンフェクショナリー→現社名）ネッスルクランチチョコレート（1993年）
- 三共 フィーバーガールズI（1993年）
  - 販促用ポスターに出演。
- SNK ネオジオCD（1994年）[15]
- 東京デジタルホン（1995年）[16]
- 大塚製薬 オロナミンC（2005年）[17]

### 舞台
- 1999年：おかあさんといっしょとゆかいななかま〜わくわく大行進〜（クラップの声）

### その他
- バンダイ・6大守護獣超合神セット 合体説明ビデオ